# ソングマスター
『ソングマスター』（SONG MASTER）は、1992年11月27日に、やのまんから発売されたスーパーファミコン用ロールプレイングゲーム。

## 概要
ソングマスターと呼ばれる秘術の才能を見出された少年の物語。このゲームでは歌が魔法の代わりとなっている。その歌は聖詩歌といって様々な力がある。唄う能力によって、バード、シンガーとランクがあり、最高のシンガーはソングマスターという称号で呼ばれる。ソングマスターになるには、持って生まれた才能と多大な努力が必要。その称号を持つ者は、数人しかいない。

## ストーリー
広大なアルピオン大陸の中央に位置する孤島に、ティリスの都はあった。かつて古代の神々とのあいだで起こった秩序と混沌の戦いで、光の神を助け、力を尽くしたケイン王によって興された都となる。神々はケイン王に神秘の旋律と歌である聖詩歌を与える。神々から授けられた聖詩歌には、魔を取り除く力、人の魂を導く力、重い病を治す力が秘められていた。この聖詩歌を唄う者はシンガー。魂の歌い手と呼ばれ、最高のシンガーはソングマスターという称号で呼ばれていた。こうして歌い手のギルドが形成され、世界中に広まっていった。
そしてティリスの都には、シンガーを目指す者たちが集まるギルドの学校がある。学校であると同時に重病患者の治療院でもあった。そして多くの不治の病にかかった者たちの巡礼の地にもなっていた。孤児であるユーリ・フェルムは、その学校の学長を務めるロビントンによって育てられる。ユーリはロビントンのもとで、シンガーとしての教育を受けていた。ユーリの資質には、すばらしいものが秘められていた。しかし、ユーリは優れたシンガーの素質を持ちながら、その珍しい力を制御する能力に欠けていた。それを周りの人間には、どうすることもできなかった。
ユーリはしょっちゅう授業中に面倒を起こし、ロビントンのところには幾日も絶えず苦情が舞い込んでくる。ロビントンは頭を抱え、ユーリは落ち込んでしまう。そのような日々を送るなか、ロビントンは一大決心をする。ユーリが自分の力をコントロールできるようになるためには、かつて、ギルドを去って行ったフェリオンのもとに預けるのが最良かと…。
ロビントンはユーリに、フェリオン捜しの旅に出ることを進める。物語はここから始まる。

## スタッフ
- エグゼクティブ・プロデューサー：矢野成一（やのまん）
- マネージメント：あそうりょうすけ（やのまん）、阿部剛寿（やのまん）
- プロデューサー：日野晃博 (JAM)、石井一豊（やのまん）
- 原作：石井一豊（やのまん）
- シナリオ・ライター：SAY (JAM)
- ゲーム・デザイン：AKI (JAM)
- フィールド・プログラム：おおくぼしょうご (JAM)
- バトル・プログラム：ROWDY HERDY (JAM)、AKI2 (JAM)
- 音楽プログラム：田中剛
- フィールド・マップ・デザイン：STUDIO MANBOW (JAM)
- キャラクター・デザイン：拔山敏弘
- グラフィック・デザイン：M TAKAHASHI MK-2 (JAM)、ERASER IKEDA (JAM)、MITSURU OHWA (JAM)、かみしろすみかず (JAM)、さくらだなおこ (JAM)、かみざわあつし (JAM)、あんどうかずひこ (JAM)、たにやまてつや (JAM)、高橋充 (JAM)、さとうひでひろ (JAM)
- 音楽：田中剛 (JAM)、COZY (JAM)
- スペシャル・サンクス：間中哲也 (JAM)、M KAXIMA (JAM)

## 評価
- ゲーム誌『ファミコン通信』の「クロスレビュー」では、6・4・5・5の合計20点（満40点）となっており[5][3]、レビュアーの意見としては、「ストーリーだけが先へ先へと先行しちゃってる感じ。メッセージだらけで、整理ができない」などと評されている[5]。

- ゲーム誌『ファミリーコンピュータMagazine』の読者投票による「ゲーム通信簿」での評価は以下の通りとなっており、18.86点（満30点）となっている[1]。この得点はスーパーファミコン全ソフトの中で253位（323本中、1993年時点）となっている[1]。また、同雑誌1993年8月情報号特別付録の「スーパーファミコンオールカタログ'93」では、「不思議な歌声で数々の奇跡を行う歌手が主人公という少しかわったゲーム。レベルアップやＭ魔法による攻撃の概念をすべて歌に置き換えたシステムが、いかにもシンガーという感じでいい」と紹介されている[1]。

| 項目 | キャラクタ | 音楽 | 操作性 | 熱中度 | お買得度 | オリジナリティ | 総合  |
| 得点 | 3.19       | 3.32 | 3.16   | 3.19   | 3.00     | 3.00           | 18.86 |

- ゲーム誌『Theスーパーファミコン』の「ザ・テストプレイ」では総合評価58点（100点満点、各種ポイントの評価は以下の通り）[4]レビュアーはLOOMやジーザスに似たタイプでRPGとしてはよくあるシステムなためインパクトには欠ける、ストーリーやー設定はアイデアもので楽しめアルバイトなどイベントも面白いが、よく人に話しかけなければならない、移動スピードが遅く町から出るのにも苦労してイライラする、戦闘で雑魚でもアニメーションするのが売りだがそのせいか戦闘がスピーディーではなく残念で戦略要素もあるが活かし切れていない、ファジーシステムについては面白いが街中では邪魔とする者と便利だとする者で分かれた[4]。

| 項目   | グラフィックス | サウンド | ハマリ度 | ゲームバランス | お買い得度 |
| スコア | ★★★            | ★★★      | ★★★      | ★★★★           | ★★★        |